# 쇼니 요리즈미
쇼니 요리즈미(少弐 頼澄, しょうに よりずみ)는 일본 남북조 시대(南北朝時代)의 무장이다. 쇼니씨(少弐氏) 9대 당주로 남조(南朝)의 편에 서서 부젠(豊前)의 슈고(守護)가 되었다.
아버지 요리히사(頼尚)나 형 후유스케(冬資)와는 길을 달리하여 남조측에 섰으며, 주군 가네요시 친왕(懐良親王)의 뜻을 받들어 조지(貞治) 원년(1362년)에 현지 사찰인 다이라쿠지(大楽寺)에 대해 부젠(豊前) 고게 군(上毛郡)의 세쓰마루나(節丸名) 등의 땅에 대한 안도장(安堵状)을 발급하였고 조지 2년(1363년)에는 다이라쿠지 소유 영지에 대한 다루미 궁내대부(垂水宮内大夫)나 오쓰카 마고지로(大塚孫次郎), 아라마키 신노효에 뉴도(荒巻新兵衛入道) 등의 참람하고 방자한 행위를 단속, 정지시켰다.
덴주(天授) 원년/에이와(永和) 원년(1375년) 미즈시마의 변(水島の変)으로 형 후유스케(冬資)가 북조측의 규슈 단다이(九州探題) ・ 이마가와 사다요(今川貞世, 이마가와 료슌)에 의해 모살당한 뒤, 쇼니 씨의 당주가 되어 히고 국(肥後国)을 본거지로 기쿠치 씨(菊池氏) 등과 동맹을 맺어 사다요 등 북조측 세력에 대항하였다. 그 해 10월 가네요시 친왕의 뜻을 받들어 지쿠젠 국(筑前国)의 산몬 장원(山門庄)의 료케(領家)직을 아소 사(阿蘇社)의 잡장(雑掌)에게 교부하였다.
남조의 세력이 쇠퇴하고 난 뒤에는 히고로 망명하였다.
요리즈미는 덴추 4년/에이와 4년(1368년)에 41세로 사망하였다.

## 참고 자료
- 『大楽寺文書』
- 『阿蘇文書』

| 전임 쇼니 후유스케 | 제9대 쇼니씨 당주 | 후임 쇼니 사다요리 |